# Cheilodipterus isostigmus
Cheilodipterus isostigmus es una especie de pez del género Cheilodipterus, familia Apogonidae. Fue descrita científicamente por Schultz en 1940.
Se distribuye por el Indo-Pacífico: Maldivas, Filipinas y Palaos, al sur de Indonesia; al este de Tonga. La longitud total (TL) es de 11 centímetros. Habita en arrecifes y se alimenta de peces pequeños. Puede alcanzar los 40 metros de profundidad.
Está clasificada como una especie marina inofensiva para el ser humano.